# خيرمان مارتينيز
خيرمان مارتينيز (بالإسبانية: Germán Martínez)‏ هو محامي وسياسي مكسيكي، ولد في 20 يونيو 1967 في المكسيك. حزبياً، نشط في حزب العمل الوطني. وقد انتخب President of the National Action Party ‏ وانتخب عضو مجلس النواب المكسيك.